# Spilosoma indica
Spilosoma indica là một loài bướm đêm thuộc phân họ Arctiinae, họ Erebidae.